# فینال لیگ قهرمانان آسیا ۲۰۱۴
فینال لیگ قهرمانان آسیا ۲۰۱۴ رقابت نهایی بین دو تیم راه یافته به مرحلهٔ نهایی لیگ قهرمانان آسیا ۲۰۱۴ نیز بود. دو تیم وسترن سیدنی واندررز از استرالیا و الهلال از عربستان، با پشت سر گذاشتن حریفان خود، موفق به رسیدن به مرحلهٔ فینال این دوره از مسابقات لیگ قهرمانان آسیا شدند.
بازی رفت فینال در تاریخ ۲۵ اکتبر ۲۰۱۴ در ورزشگاه پاراماتا شهر سیدنی و به میزبانی تیم وسترن سیدنی به انجام رسید که با پیروزی یک بر صفر میزبان به پایان انجامید.
بازی برگشت فینال در تاریخ ۱ نوامبر ۲۰۱۴ در ورزشگاه ملک فهد شهر ریاض و به میزبانی تیم الهلال به انجام رسید که با نتیجهٔ تساوی بدون گل خاتمه یافت.
تیم وسترن سیدنی واندررز در مجموع دو بازی رفت و برگشت با نتیجهٔ یک بر صفر به مقام قهرمانی دست یافت و ضمن قهرمانی لیگ قهرمانان آسیا، جواز حضور در جام باشگاه‌های جهان ۲۰۱۴ را بدست آورد.

## فینال
| تیم ۱               | نتیجه‌نهایی | تیم ۲  | بازی رفت | بازی برگشت |
| ------------------- | ---------- | ------ | -------- | ---------- |
| وسترن سیدنی واندررز | ۱–۰        | الهلال | ۱–۰      | ۰–۰        |

### دور رفت
| وسترن سیدنی واندررز | 1 – 0 | الهلال |
| ------------------- | ----- | ------ |
| تامی جوریچ ۶۴'      |       |        |

| وسترن سیدنی واندررز | الهلال |

### دور برگشت
| الهلال | ۰ – ۰ | وسترن سیدنی واندررز |
| ------ | ----- | ------------------- |
|        |       |                     |

| الهلال | وسترن سیدنی واندررز |